# Egmont (circonscription fédérale)
Pour les articles homonymes, voir Egmont.
Circonscription électorale fédérale du Canada
Egmont est une circonscription électorale fédérale canadienne dans la province de l'Île-du-Prince-Édouard. Elle comprend la partie ouest de l'île du Prince-Édouard.
La circonscription est composée des localités de Summerside, Alberton, O'Leary, Miscouche et Tignish, les villages d'Abram-Village, Linkletter, Miminegash, St. Louis, Sherbrooke, Tyne Valley et Wellington, ainsi que la réserve amérindienne de Lennox Island.
La seule circonscription limitrophe est Malpeque.

## Historique
La circonscription a été créée en 1966 avec une portion de la circonscription de Prince.

## Députés
| Législature              | Années        | Député      | Député           | Parti                     |
| ------------------------ | ------------- | ----------- | ---------------- | ------------------------- |
| Malpeque issue de Prince |               |             |                  |                           |
| 28e                      | 1968–1972     |             | David MacDonald  | Progressiste-conservateur |
| 29e                      | 1972–1974     |             | David MacDonald  | Progressiste-conservateur |
| 30e                      | 1974–1980     |             | David MacDonald  | Progressiste-conservateur |
| 31e                      | 1979–1980     |             | David MacDonald  | Progressiste-conservateur |
| 32e                      | 1980–1984     |             | George Henderson | Libéral                   |
| 33e                      | 1984–1988     |             | George Henderson | Libéral                   |
| 34e                      | 1988–1993     | Joe McGuire |                  | Libéral                   |
| 35e                      | 1993–1997     | Joe McGuire |                  | Libéral                   |
| 36e                      | 1997–2000     | Joe McGuire |                  | Libéral                   |
| 37e                      | 2000–2004     | Joe McGuire |                  | Libéral                   |
| 38e                      | 2004–2006     | Joe McGuire |                  | Libéral                   |
| 39e                      | 2006–2008     | Joe McGuire |                  | Libéral                   |
| 40e                      | 2008–2011     |             | Gail Shea        | Conservateur              |
| 41e                      | 2011–2015     |             | Gail Shea        | Conservateur              |
| 42e                      | 2015–2019     |             | Bobby Morrissey  | Libéral                   |
| 43e                      | 2019–2021     |             | Bobby Morrissey  | Libéral                   |
| 44e                      | 2021–2025     |             | Bobby Morrissey  | Libéral                   |
| 45e                      | 2025–en cours |             | Bobby Morrissey  | Libéral                   |

## Résultats électoraux
Modèle:Élection générale canadienne de 2025 — Egmont
|       | Candidat        | Parti        | # de voix | % des voix |
|       | (X) Gail Shea   | Conservateur | +06 185,  | 28,97 %    |
|       | Bobby Morrissey | Libéral      | +10 521,  | 49,29 %    |
|       | Herb Dickieson  | NPD          | +04 097,  | 19,19 %    |
|       | Nils Ling       | Vert         | +00543,   | 2,54 %     |
| Total | Total           | Total        | 21 346    | 100 %      |

|       | Candidat            | Parti        | # de voix | % des voix |
|       | (x) Gail Shea       | Conservateur | +10 467,  | 54,65 %    |
|       | Guy Gallant         | Libéral      | +05 997,  | 31,31 %    |
|       | Jacquie Robichaud   | NPD          | +02 369,  | 12,37 %    |
|       | Carl Anthony Arnold | Vert         | +00320,   | 1,67 %     |
| Total | Total               | Total        | 19 153    | 100 %      |

|       | Candidat           | Parti        | # de voix | % des voix |
|       | Gail Shea          | Conservateur | +08 110,  | 43,93 %    |
|       | Keith Milligan     | Libéral      | +08 055,  | 43,63 %    |
|       | Orville Lewis      | NPD          | +01 670,  | 9,05 %     |
|       | Rebecca Ridlington | Vert         | +00626,   | 3,39 %     |
| Total | Total              | Total        | 18 461    | 100 %      |

Bulletins rejetés : 115
Nombre total de votes : 18 576
Nombre d'électeurs inscrits : 27 038
Taux de participation (nombre total de votes / nombre d'électeurs inscrits) : 68,70 %
Ce résultat final fut déterminé à la suite d'un recomptage (dépouillement judiciaire) fait le 23 octobre 2008.